# ウッドサイド・ペトロリアム
ウッドサイド・ペトロリアム (Woodside Petroleum, ウッドサイド石油) は、石油調査・製造の会社。本部は西オーストラリア州の州都パースに置く株式公開会社。
オーストラリア証券取引所に上場している。従業員数は約2,800人、収益は21億5900万AUD、純利益は6億5100万 AUDである。(2004年)

## 概要
西オーストラリア北西沖他、ビクトリア州沖で採掘 

メキシコ湾の数地域 
モーリタニア沖のシンゲッチ油田（アルジェリアと共同）に、石油・天然ガス採掘所があり、ケニヤ、リビア、シエラレオネ、カナリア諸島域に所有権がある。

## 提携業務
グレーター・サンライズ協定（ティモール海、軽油、LPG の埋蔵量：約3億バレル、LNG埋蔵量：8兆立方フィート の採掘協定）を、シェル、コノコフィリップス、大阪ガスと結んでいる。